# Coranza
Coranza o Koranza (en griego, Κώρανζα) fue una antigua ciudad de Caria. Probablemente fuera también el centro de un koinón formado por los distritos urbanos de Coranza, Angora, Lagina y Ondra y otros distritos en el exterior: Patarousa e Hythybira.
Es conocida a través de testimonios epigráficos. Se cita en una inscripción del año 350 a. C. encontrada en Lagina donde los habitantes de Coranza realizan una dedicatoria honorífica a Apolo y Artemisa. También se citan enviados de Coranza en una inscripción de Milasa y un heraldo de la ciudad en un tratado entre Milasa y Cindie. En otro decreto honorífico del año 318 a. C. encontrado también en Lagina donde se mencionan dos arcontes de Coranza queda atestiguado su carácter de polis autónoma. De este decreto también se desprende que en la ciudad abundaba la población autóctona de Anatolia y es discutible hasta qué punto la ciudad perteneció al mundo griego.
Posteriormente, cuando se fundó Estratonicea, Coranza pasó a formar parte del territorio de la nueva ciudad, junto con Hiera Kome, Koliorga, Koraia y Lobolda.
Se desconoce su localización exacta.